# Cushing, Texas
Cushing là một thành phố thuộc quận Nacogdoches, tiểu bang Texas, Hoa Kỳ. Năm 2010, dân số của xã này là 612 người.

## Dân số
- Dân số năm 2000: 637 người.
- Dân số năm 2010: 612 người.